# Albańczycy w Belgii
Albańczycy w Belgii – albańska mniejszość narodowa na terenie Królestwa Belgii, szacowana na 40–60 tys. osób. Albańscy imigranci przybyli do Belgii pochodzą nie tylko z Albanii, ale także z Czarnogóry, Kosowa, Macedonii oraz Serbii.

## Historia

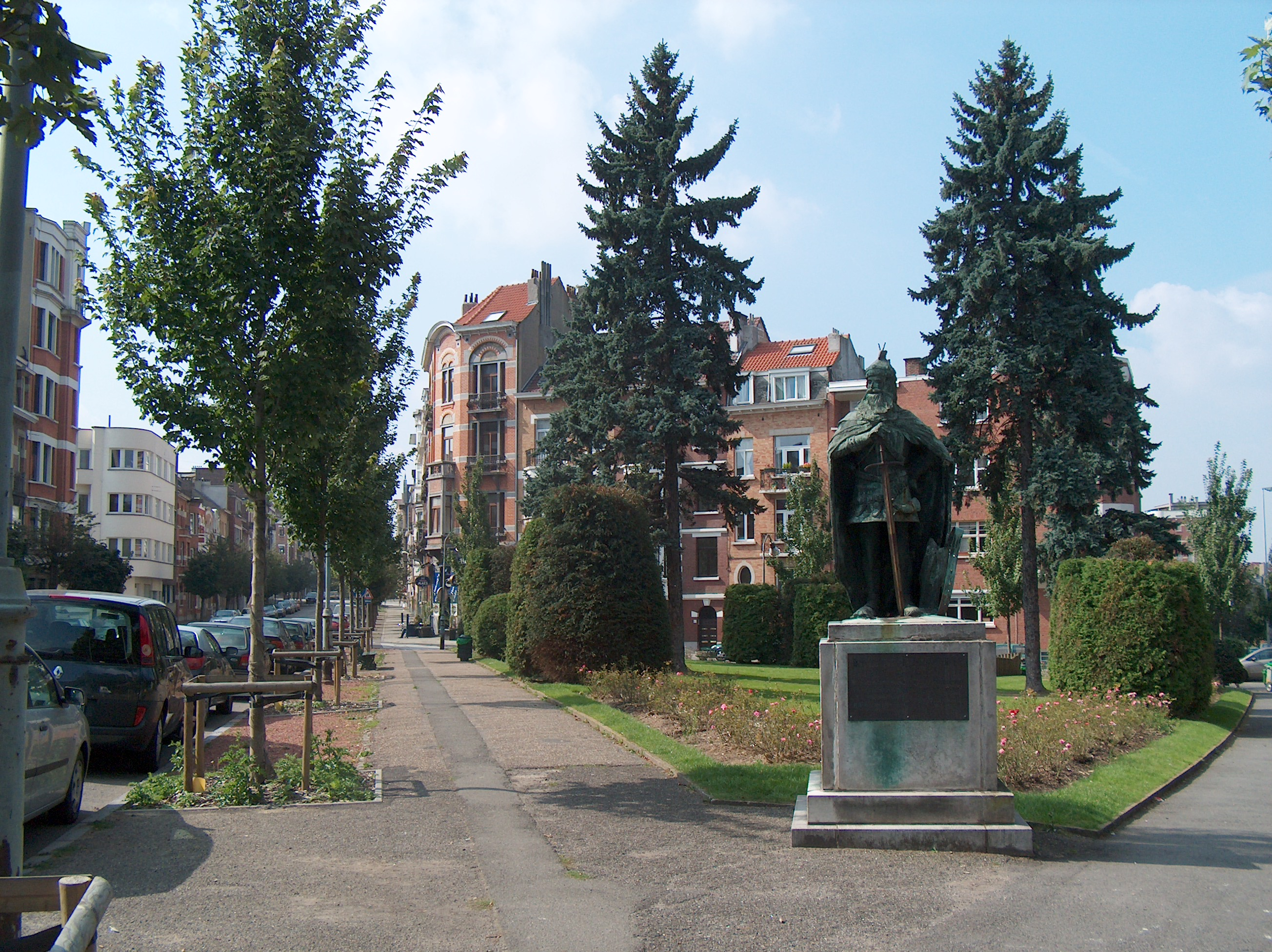
Pomnik Skanderbega w Schaerbeek (2007)

W 1896 roku mieszkający w Belgii albański pisarz Faik Konica założył czasopismo Albania.
Po II wojnie światowej miało miejsce kilka fal migracji albańskiej ludności do Belgii, z czego pierwsza miała miejsce w 1956 roku. Przypływy ludności wiązały się z trudną sytuacją polityczną i ekonomiczną Albanii. W 1986 roku nadawanie rozpoczął program radiowy Jehona e Shqipës, będący pierwszym tego typu programem skierowanym do albańskiej mniejszości w Belgii. Audycja transmitowana jest na falach brukselskiego Radia Panik.
W latach 2000. powołano do życia kilka albańskich stowarzyszeń w Belgii, wśród nich znalazły się Albabel, Dora Dorës i Faik Konitza.
Około 70% albańskiej ludności w Belgii wyznaje islam, reszta tegoż społeczeństwa wyznaje chrześcijaństwo bądź jest bezwyznaniowa.

## Sport
W 1991 roku założono klub piłkarski Kosova Schaerbeek, powołano także do życia klub futsalowy Drenica Namur.

## Upamiętnienie
22 września 2006 roku belgijski Senat upamiętnił sesją naukową okazji 50. rocznicę pierwszej fali albańskiej imigracji do Belgii. Dwa lata później w Ganshoren i Namur zorganizowano wystawy dotyczące albańskiej historii i kultury.